# Zygmunt Krauze
Zygmunt Krauze (født 19. september 1938 i Warszawa, Polen) er en polsk komponist, lærer og pianist.
Krauze studerede komposition og klaver på Musikkonservatoriet Frederic Chopin hos bl.a. Kazimierz Sikorski (1962-1964). Herefter forsatte han sine kompositionsstudier ved hjælp af et stipendium på Musikkonservatoriet i Paris (1966-1967) hos Nadia Boulanger. Han har skrevet en symfoni, orkesterværker, kammermusik, operaer, klaverstykker, sange, scenemusik etc. Krauze har undervist som gæstelærer på den internationale sommerskole i Darmstadt (1974), Kungliga Musikhögskolan (1975), Indiana University Bloomington (1979), og på Yale University (1982) etc. Han hører til polens ledende lærere i komposition i nutiden.

## Udvalgte værker
- Symfoni parisienne (1986) for orkester
- 2 klaverkoncerter (1976, 1996) - for klaver og orkester
- Violinkoncert (1980) for violin og orkester
- 3 stykker (1969, 1970, 1982) - for orkester
- Tolerance hymne (2007) - for orkester
- Serenade (1998) for orkester